# Albert Küchler

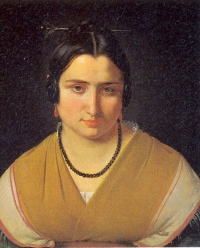
A Albanesa (1831)

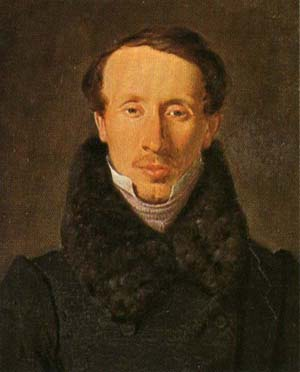
Hans Christian Andersen (1834)

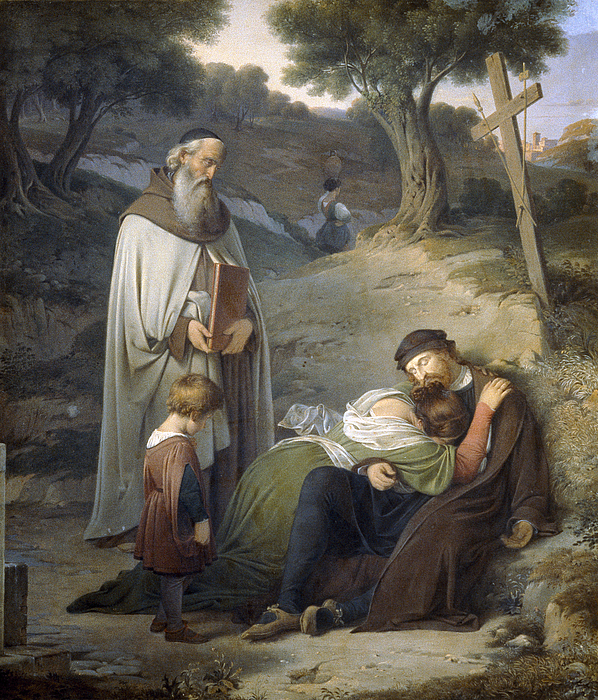
A morte de Correggio (1834)

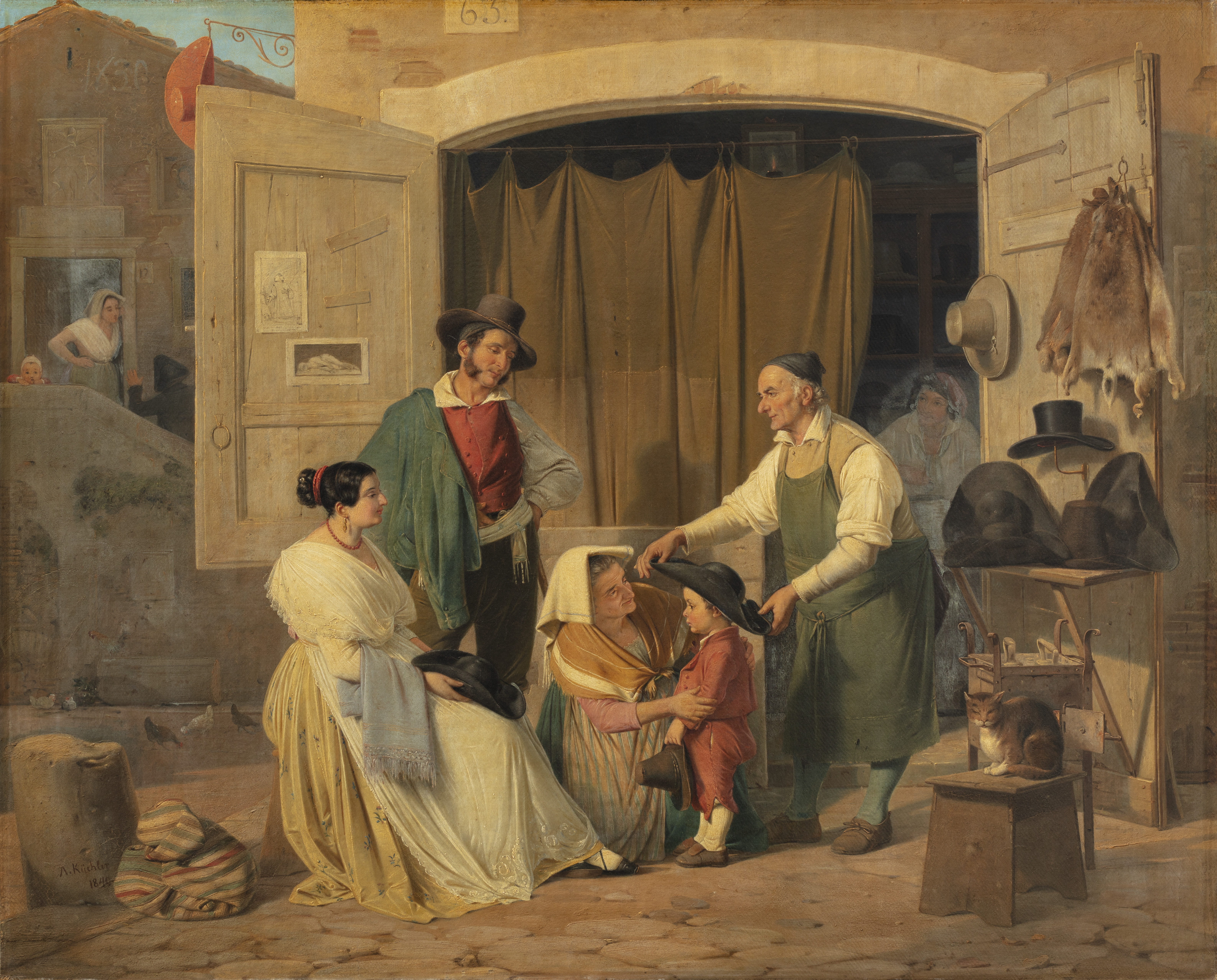
Um casal romano compra um chapéu para seu filho pequeno que se tornará um abade (1840)

Albert Küchler, O.F.M., (2 de maio de 1803 - 16 de fevereiro de 1886) foi um pintor dinamarquês associado à Idade de Ouro dinamarquesa. Ele pintou principalmente obras de gênero e retratos. Ele era muito estimado por seus contemporâneos, mas hoje é pouco conhecido. Mais tarde na vida, ele se converteu ao catolicismo e tornou-se membro da Ordem dos Frades Menores.

## Infância e educação
Küchler nasceu em Copenhague para o marceneiro Christian Küchler (ca. 1772-1845) e sua esposa Mette Cathrine Andreasdatter Terkelsen (ca. 1762-1849). Seu pai desaprovava suas ambições de se tornar um artista, mas finalmente aceitou e Albert frequentou a Academia Real Dinamarquesa de Belas Artes de 1816. Como o resto de sua geração de pintores dinamarqueses, ele estudou com Christoffer Wilhelm Eckersberg (1783-1853). O movimento nazareno alemão e seu programa artístico também foram importantes para Küchler. Ele ganhou a grande medalha de ouro na Academia em 1829.

## Tempo em Roma com a colônia de artistas dinamarqueses
Com a Medalha de Ouro, chegou uma bolsa de viagem e, em 1830, Küchler viajou para Roma, onde se estabeleceu e se tornou um membro popular da próspera comunidade de artistas dinamarqueses da cidade. Ele é visto em várias das pinturas mais conhecidas do período, incluindo Um encontro de artistas dinamarqueses em Roma (1837) por Constantin Hansen (1804-1880) e artistas dinamarqueses em uma osteria romana (1837) por Ditlev Blunck (1798 -1853). Küchler pintou principalmente a vida cotidiana colorida dos habitantes locais.
Ele era um amigo particularmente íntimo do poeta Christian Winther (1796-1876), para quem pintou A Garota Albanesa (1831), também conhecida como A garota italiana, uma pintura da namorada local de Winther. Ele também pintou um retrato de Hans Christian Andersen durante a primeira visita de Andersen a Roma, de 1833 a 1834.

## Conversão ao catolicismo
Küchler converteu-se ao catolicismo romano em 1844. Seus amigos foram críticos e surpresos com sua nova atitude religiosa. Em 1851, ele levou suas crenças religiosas ainda mais longe quando se tornou frade menor, assumindo o nome religioso de Pedro de Copenhague. Ele passou três anos em Prudnik antes de se estabelecer no mosteiro de São Boaventura, no Monte Palatino, em Roma, onde passou o resto de sua vida.

## Pinturas religiosas
O Papa deu a ele permissão especial para continuar seu trabalho artístico no mosteiro e deu-lhe várias tarefas. A partir de então, ele fez exclusivamente obras religiosas, incluindo retábulos e cópias de pinturas antigas.
Na Dinamarca, seus trabalhos religiosos podem ser vistos em igrejas em Ballerup e Esbønderup, no norte da Zelândia, e na Igreja de Toreby, na Lolland. Observou-se que os primeiros trabalhos de Küchler, desde a época anterior à sua conversão, também são ricos em referências religiosas. Um exemplo é A Morte de Correggio de 1834. A inspiração imediata para a pintura foi a tragédia Correggio (1809), do dramaturgo Adam Oehlenschläger (1779-1850), mas, na interpretação de Küchler, ela é carregada de significado religioso. A composição sugere que Küchler foi influenciado por imagens da Renascença, mas o estilo e a técnica são representativos da Idade de Ouro.
Na imagem de Küchler, a cena da tragédia é transformada em uma versão da Paixão de Cristo através do uso da iconografia católica romana; os nomes das figuras estão de acordo com esta tradição. A análise leva à interpretação de que a intenção de Kuchler era criar uma obra de arte carregada de significado religioso e não apenas uma cena da tragédia. A pintura Um casal romano compra um chapéu para seu filho pequeno que se tornará um abade (1840) também foi interpretada de maneira religiosa.

## Relação com a Dinamarca
Em 1877, ele foi premiado como membro da Royal Academy em Copenhague e até uma pensão da Dinamarca. Em várias ocasiões, Küchler recebeu visitantes da Dinamarca enquanto morava no mosteiro. Entre eles estavam membros da família real, colegas pintores e escritores.

## Na mídia e na cultura
- Küchler aparece como personagem em vários romances e em vários poemas da Idade de Ouro dinamarquesa.
- O artista chinês contemporâneo Liu Ye fez um retrato de Hans Christian Andersen, que foi baseado no retrato de Küchler's Andersen de 1834.[11]
- Em 2004-06, a pintura de Küchler da namorada de Christian Winther foi objeto de debate em jornais, revistas e mídia eletrônica da Albânia sobre sua etnia. Alguns acreditavam que ela era de fato albanesa, possivelmente de uma das aldeias albanesas no sul da Itália, outros que ela é das colinas Albanas do Lácio.[6][12]